# 鄭汝諧
鄭汝諧（1126年—1205年），字舜举，號东谷居士。处州青田（今属浙江）人。 撰有《东谷易翼传》、《論語意原》、《东谷集》等。

## 生平
早年迁居青田县城。绍兴二十七年（1157年）中进士。乾道四年（1168年）任两浙转运判官，有政绩。轉任江西转运副使，後任江西转运使，兼知信州。力主抗金，辛棄疾称他“老子胸中兵百万”。官至吏部侍郎。晚年升徽猷阁待制。开禧元年（1205年）卒，敕葬青田海口山，追封开国伯。